# Murray Valley-virus
Het Murray Valley-virus is een flavivirus uit de Flaviviridae en de veroorzaker van de infectieziekte Murray Valley-encefalitis, ook wel bekend als Australische encefalitis. Deze ziekte wordt overgedracht door de mug Culex annulirostris. Het Murray Valley-virus komt voor in Oceanië.

## Voorkomen
Watervogels zoals reigers, pelikanen, aalscholvers en meeuwen zijn het natuurlijke reservoir van het Murray Valley-virus. De voornaamste vector is de mug Culex annulirostris, die broedt in moerasgebieden en na zonsondergang steekt. In Australië is het Murray Valley-virus endemisch in Western Australia en het Northern Territory en epidemisch in de rest van het land. De risicoperiode loopt van februari tot juni. Daarnaast is het wijdverspreid in de kuststreken en laaglanden van Nieuw-Guinea.